# Paulo Dybala
Paulo Exequiel Dybala (Laguna Larga, 15 novembre 1993) è un calciatore argentino, attaccante della Roma e della nazionale argentina, con cui è diventato campione del mondo nel 2022.
Viene soprannominato la Joya (in italiano "il gioiello"), appellativo inventato in patria, da un giornalista, durante i suoi esordi a Córdoba, mentre negli anni a Palermo gli venne assegnato il soprannome affettuoso di U Picciriddu ("il bambino" in lingua siciliana).
Dopo gli inizi in Argentina all'Instituto (C), nel 2012 si trasferisce in Italia per giocare nel Palermo. Dopo tre stagioni, in cui vince un campionato di Serie B (2013-2014), viene acquistato dalla Juventus, con cui in sette anni conquista cinque campionati italiani (dal 2016 al 2020), quattro Coppe Italia (dal 2016 al 2018 e nel 2021) e tre Supercoppe italiane (2015, 2018 e 2020).

## Biografia
È nato a Laguna Larga da Adolfo Dybala, con ascendenza polacca, e Alicia Suarez con origini italiane. Suo nonno paterno Bolesław era originario di Kraśniów un piccolo villaggio nel Voivodato di Świętokrzyskie in Polonia, costretto ai lavori forzati dai nazisti emigrò in Argentina dopo la fine della seconda guerra mondiale; nel nuovo continente il suo cognome polacco Dybała si trasformò nell'argentino Dybala. La nonna materna invece ha origini napoletane, cosa che gli ha permesso di ottenere, il 13 agosto 2012, la cittadinanza italiana.
Nel 2024, dopo sei anni di fidanzamento, si è sposato con l'attrice e cantante argentina Oriana Sabatini.

## Caratteristiche tecniche

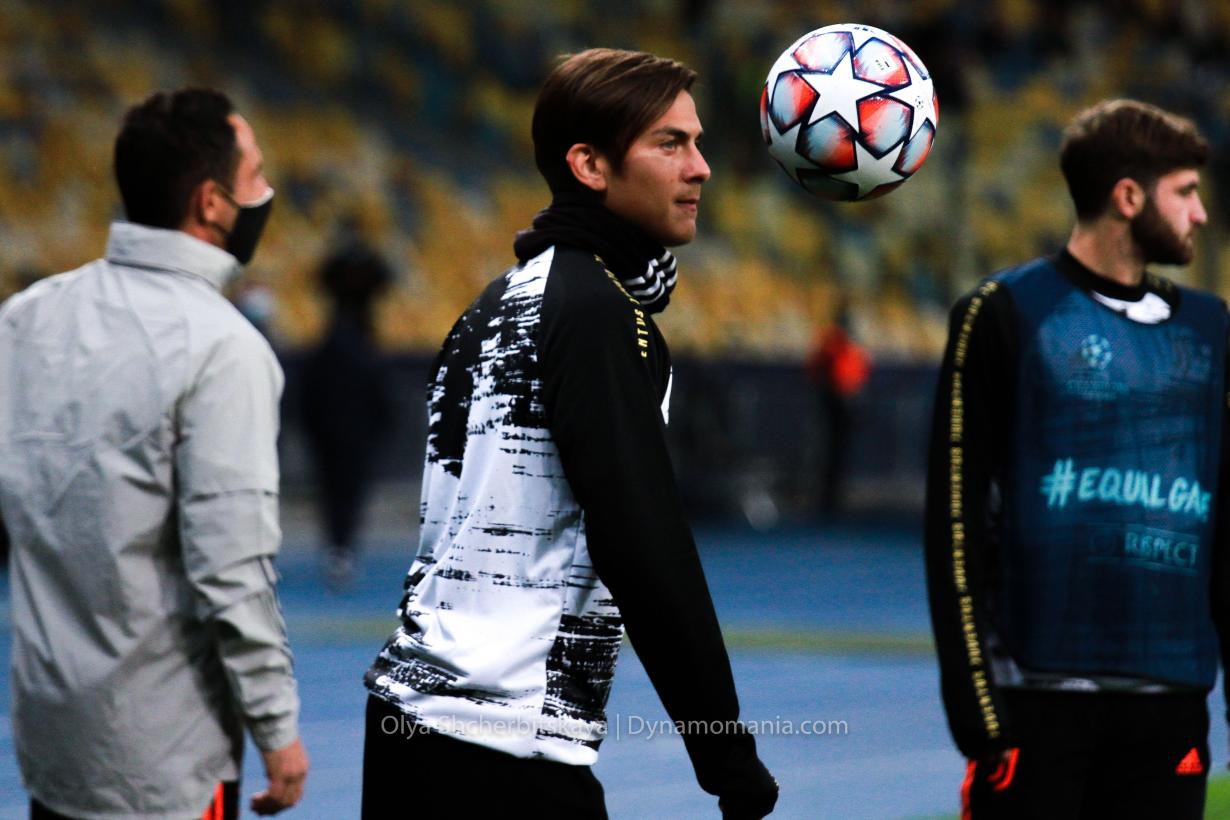
Dybala in palleggio durante un riscaldamento prepartita nel 2020.

Annoverato fin dagli esordi tra i talenti più promettenti della sua generazione, è un'elegante prima o seconda punta, talvolta anche ala destra, dotato di estro e imprevedibilità. È bravo nel contropiede e nel dribbling e riesce a segnare anche dei gol di testa grazie alla rapidità negli spazi brevi e alla sua agilità. Può essere impiegato anche come trequartista, esterno offensivo o falso centravanti.
Mancino di pura classe, è bravo nel proteggere il pallone per far salire la squadra, nel pressare il portatore di palla avversario e nell'eludere la pressione avversaria con un solo controllo. Preferisce partire dalla fascia destra del campo per accentrarsi e tirare col suo mancino preciso e potente, specialmente con conclusioni dalla distanza. È inoltre un ottimo esecutore di rigori e calci di punizione.
Per via del suo stile di gioco è stato paragonato al connazionale Omar Sívori.

## Carriera

### Club

#### Gli inizi
Cresciuto fin da bambino nell'Instituto (C), all'età di dieci anni ha sostenuto un provino con il Newell's Old Boys, ma il padre ha preferito farlo restare all'Instituto vista la maggior vicinanza a casa. A quindici anni perde il genitore, così va a vivere nella pensione del club: è per questo motivo che è soprannominato anche el pibe de la pensión.
La stagione 2011-2012 disputata in Primera B Nacional, secondo livello del campionato argentino di calcio, è la prima da professionista, con un contratto da 900 euro all'anno, 4 000 pesos, ovvero il minimo sindacale. Esordisce con la prima squadra dell'Instituto il 13 agosto 2011 in Instituto-Huracán (2-0) della prima giornata di campionato, giocando titolare e venendo sostituito al 71º da Marcelo Bergesse.
Realizza il primo gol nella giornata successiva, il 20 agosto, all'età di 17 anni, 9 mesi e 5 giorni, in Aldosivi-Instituto (2-2): il suo è il punto del momentaneo pareggio per 1-1. La partita contro l'Atlanta, disputata l'8 ottobre e valida per la decima giornata, è invece quella in cui Dybala segna la prima marcatura multipla: in particolare viene realizzata una tripletta nel 4-0 finale in trasferta.
Chiude la stagione regolare con 38 presenze e 17 reti, fra cui un'altra tripletta nel 4-1 esterno allo Desamparados, il 26 marzo 2012 (26ª giornata); nonostante fosse all'esordio, è stato uno dei migliori giocatori della manifestazione. Con la squadra ha ottenuto quattro record: è stato il più giovane a segnare un gol battendo il record di Mario Kempes, è stato il primo a giocare 38 partite consecutive in un torneo professionistico del paese battendo nuovamente Kempes, è stato il primo a segnare due triplette in un campionato ed è andato in rete per sei partite consecutive di campionato (dalla 22ª alla 27ª giornata), superando il precedente primato di quattro partite di fila fatto registrare da vari giocatori.

#### Palermo

##### Gli esordi (2012-2013)

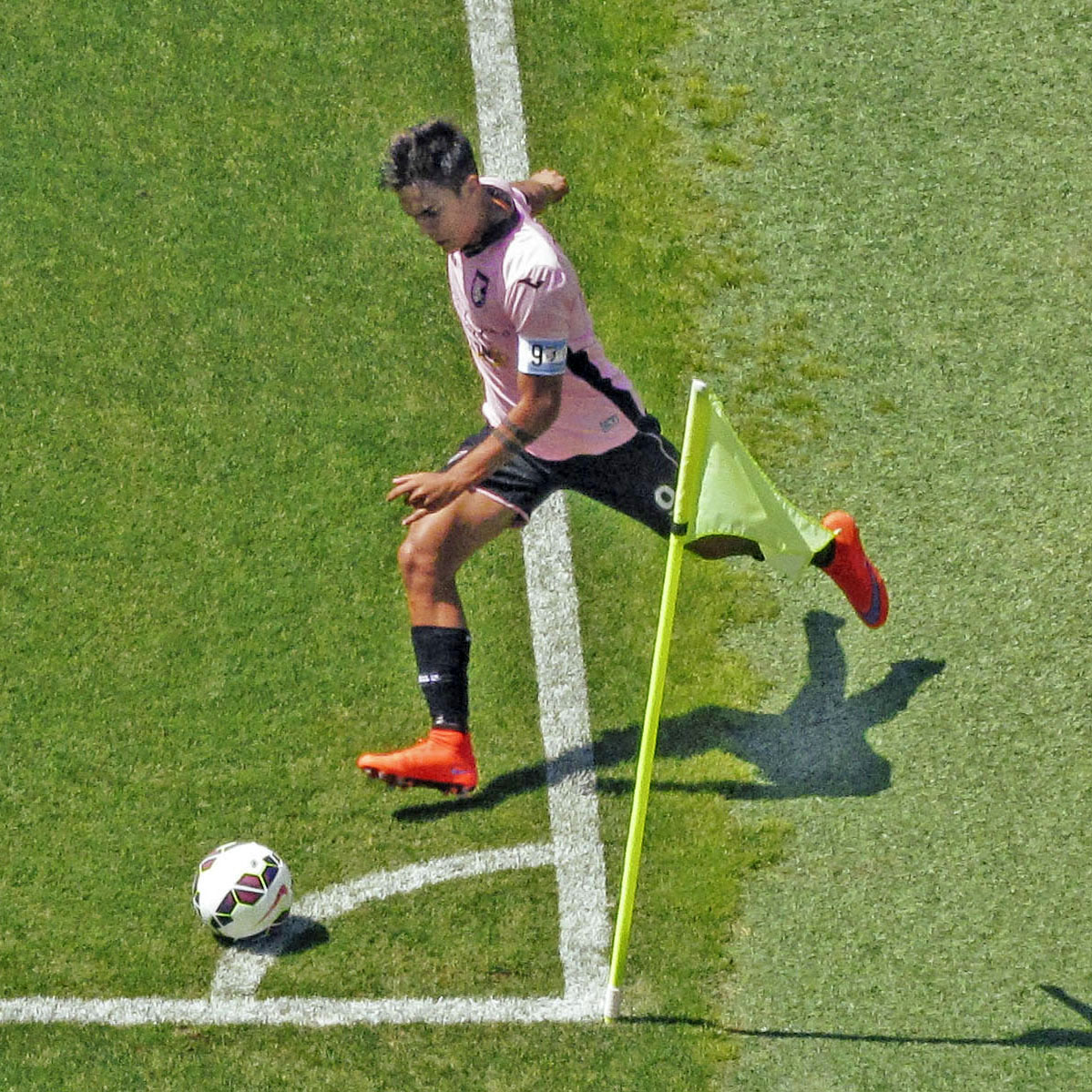
Dybala nel 2015, capitano del in occasione della sua ultima gara in maglia rosanero, mentre batte un calcio d'angolo.

Scoperto dall'impresario argentino Gustavo Mascari, in buoni rapporti con l'allora direttore sportivo del Palermo Sean Sogliano e che ne acquista il cartellino a stagione inoltrata dall'Instituto, il 28 aprile 2012 arriva l'annuncio ufficioso da parte del presidente rosanero Maurizio Zamparini dell'acquisto del calciatore, al prezzo di 12 milioni di euro (all'epoca cifra record nella storia del club siciliano), con un acconto di 3,5 milioni previamente pagato. Due giorni più tardi si conclude il pagamento in cinque rate da parte della società inglese Pencilhil Limited, che acquista così la proprietà integrale del cartellino di Dybala, che, pur restando in forza all'Instituto, cessa di essere gestito dalla società argentina. Nel frattempo, gli Albirojos concludono l'annata al terzo posto in campionato, perdendo quindi il match dei play-off interdivisionali contro il San Lorenzo (3-1 in aggregato).
Il 20 luglio 2012 Dybala viene annunciato come nuovo giocatore del Palermo. Il 28 agosto seguente, tuttavia, sorge una bagarre tra il club siciliano e l'Instituto poiché questi ultimi si rifiutano di convalidare il trasferimento, alla luce del mancato versamento di una somma pari a 3,14 milioni di euro (di cui due da sborsare a Pencilhil Limited), all'epoca non pervenuta: lo stallo si risolve tre giorni dopo. Il 2 settembre successivo può allora debuttare in rosanero, nonché in Serie A, subentrando a Fabrizio Miccoli nella sconfitta contro la Lazio (3-0). L'11 novembre 2012 decide con i suoi primi due gol nella massima serie italiana la gara di campionato contro la Sampdoria (2-0). Pur emergendo come giovane talento, al punto da raccogliere un bottino di 28 presenze ufficiali e 3 reti complessive, Dybala non evita la retrocessione in Serie B del club rosanero al termine della stagione. Nel maggio 2013, intanto, viene inserito nel novero dei giocatori più iconici dell'Instituto.

##### La promozione in Serie A (2013-2015)
Confermato tra le file del Palermo anche per il 2013-2014, torna al gol il 1º marzo 2014, decidendo il match contro il Bari (2-1), di rientro peraltro da un infortunio rimediato il 9 novembre 2013 nell'inedito derby vinto contro il Trapani (3-0). Il 3 maggio seguente la compagine rosanero conquista il campionato cadetto, nonché la promozione in Serie A, con cinque giornate d'anticipo, successo che si traduce nel primo trofeo di Dybala agguantato in carriera. A partire da questa stagione il calciatore forma con i colleghi Franco Vázquez e Andrea Belotti un tandem d'attacco apprezzato dalla critica sportiva.
Di ritorno in Serie A, fortunato è per Dybala il girone d'andata della nuova stagione, al termine del quale l'argentino può già vantare un bottino di 10 reti, di cui cinque realizzate in altrettante gare consecutive. Il 2 maggio 2015, in occasione della gara di campionato contro il Sassuolo (0-0), Dybala è per la prima volta capitano designato dei siciliani. Veste per l'ultima volta la maglia del Palermo il 24 maggio seguente, nuovamente da capitano, nella sconfitta contro la Fiorentina (2-3): al termine della gara, il calciatore riceve una standing ovation da parte della propria tifoseria, in omaggio sia alla buona annata (che per il Palermo si traduce nella salvezza dalla retrocessione) sia all'intera esperienza a Palermo dell'argentino.

#### Juventus

##### I tredoubledomestici e la finale europea (2015-2018)

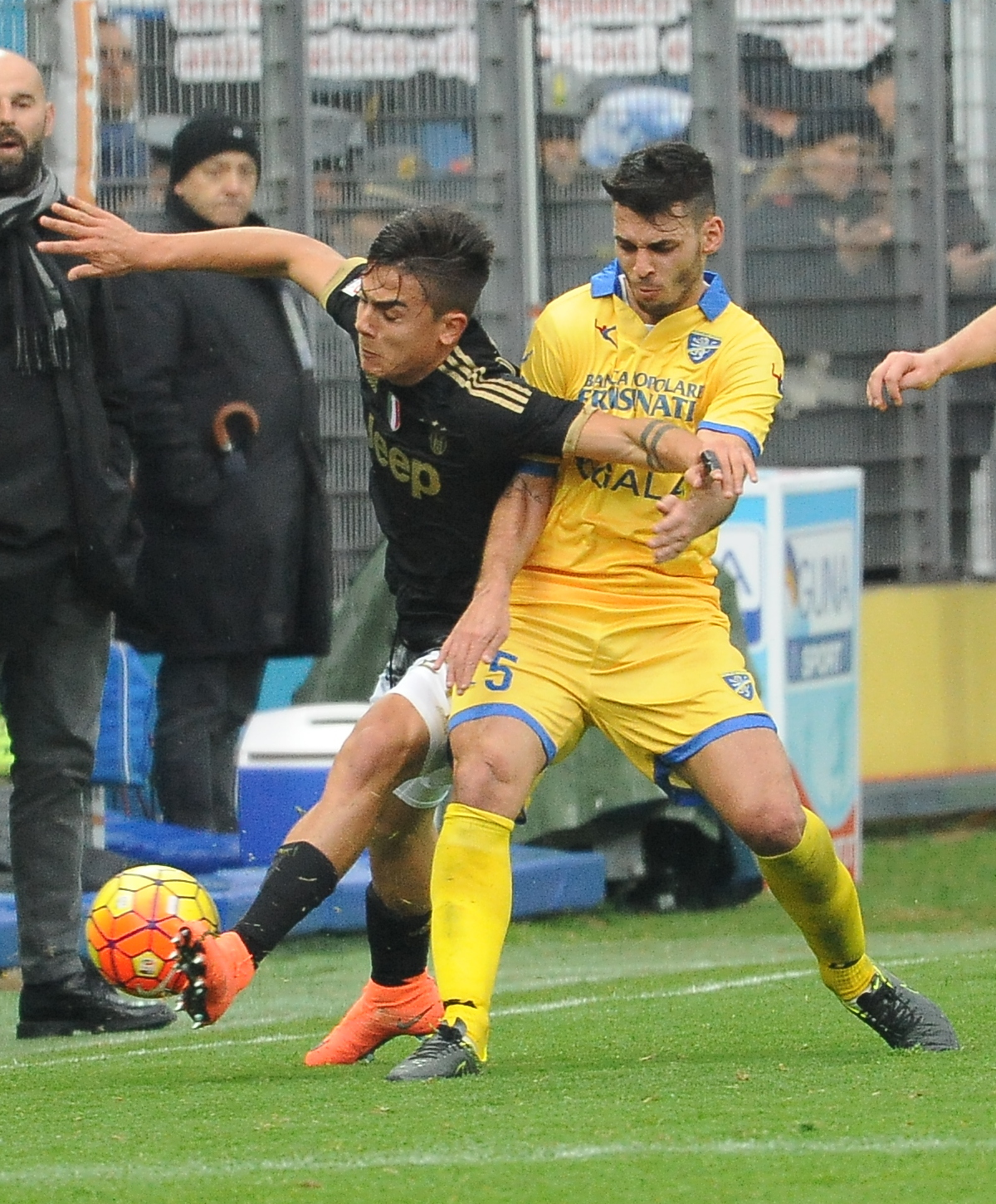
Dybala (a sinistra) alla Juventus nel 2016, mentre difende il pallone dalle mire del frusinate Mirko Gori.

Il 4 giugno 2015 il calciatore viene acquisito dalla Juventus, a fronte di un esborso di 32 milioni di euro più bonus. L'esordio dell'argentino in bianconero, datato 8 agosto 2015, è subito fortunato: in occasione della gara che mette in palio la Supercoppa italiana contro la Lazio (2-0), Dybala va anche per la prima volta in rete con i torinesi e conquista così il suo primo trofeo con la Vecchia Signora. Il 30 agosto seguente è la volta del primo centro in bianconero in campionato, invano, contro la Roma (2-1). Debutta nelle coppe europee il 15 settembre 2015, in occasione del successo esterno di UEFA Champions League sul Manchester City (1-2). Il 16 dicembre trova quindi la sua prima marcatura di sempre in Coppa Italia, contro il Torino (4-0). Si sblocca in Europa il 23 febbraio 2016, contro il Bayern Monaco (2-2). Conclude l'annata con la conquista del double italiano, contribuendo alla cavalcata bianconera con 23 reti complessive, di cui ben 19 in Serie A, in 46 presenze.

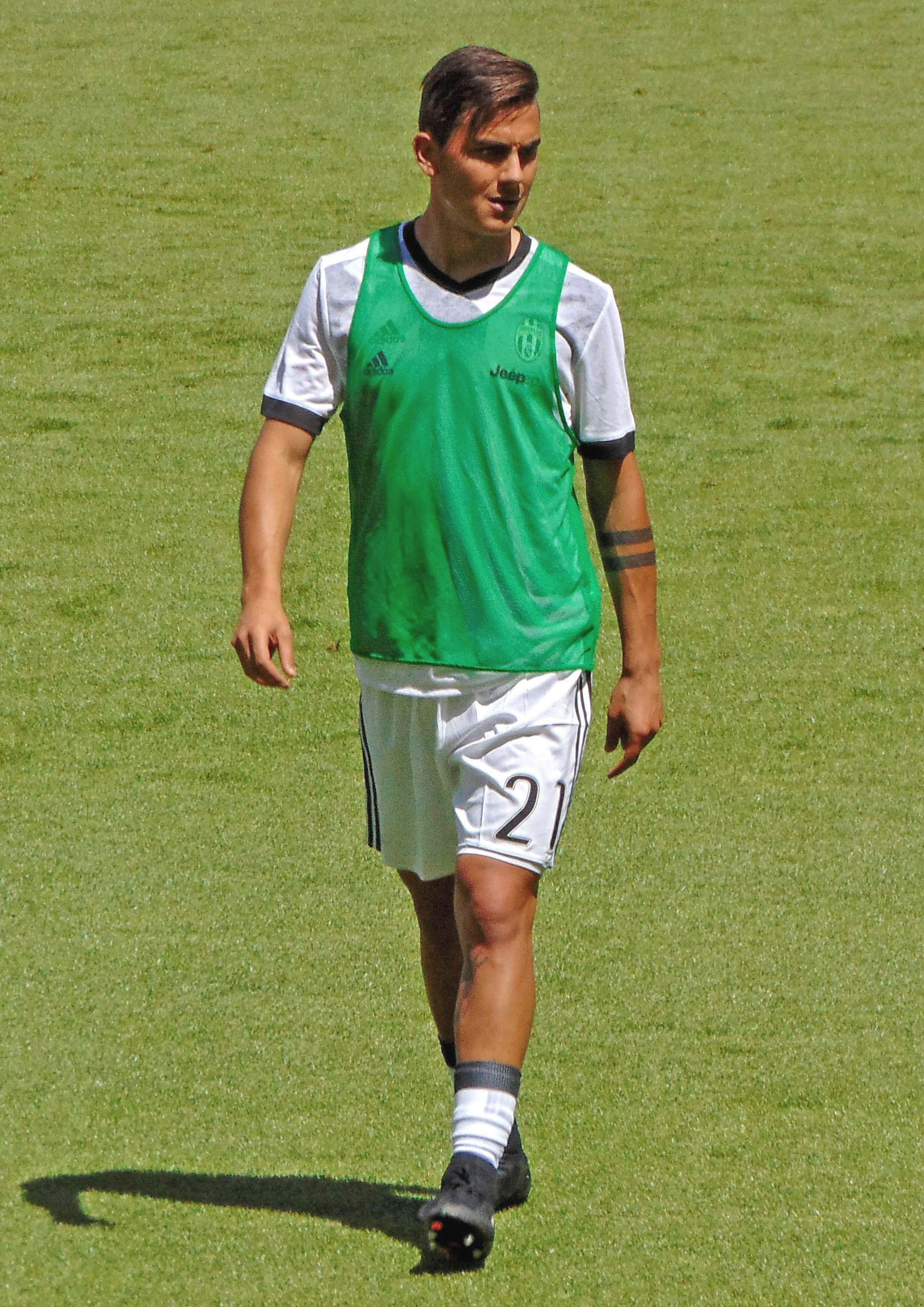
Dybala in riscaldamento prepartita con la squadra bianconera nel 2017.

È punto di forza dell'undici bianconero anche nell'annata seguente. Il 23 dicembre 2016, tuttavia, in occasione della finale di Supercoppa italiana contro il Milan (1-1 dts) è proprio di Dybala l'errore dal dischetto che certifica la sconfitta bianconera. Il 28 febbraio 2017 realizza la sua prima doppietta in Coppa Italia, nella semifinale d'andata contro il Napoli (3-1); l'11 aprile sigla invece la sua prima doppietta in Champions League, nei quarti d'andata contro il Barcellona (3-0). Conclude l'annata centrando nuovamente il double nazionale, perdendo tuttavia la finale di Champions League contro il Real Madrid (1-4).
Nell'agosto 2017 Dybala eredita la maglia numero dieci della Juventus, stante la cessione del compagno Paul Pogba al Manchester Utd. Dopo la sconfitta in Supercoppa italiana contro la Lazio (3-2), in cui l'argentino sigla entrambi i gol dei bianconeri, il 26 agosto 2017 Dybala realizza la sua prima tripletta con la Vecchia Signora, nonché la terza in carriera, ai danni del Genoa (2-4); replica l'exploit il 17 settembre seguente, contro il Sassuolo (3-1), match nel quale il sudamericano timbra la sua centesima presenza in assoluto con la compagine torinese. Il 7 marzo 2018 torna al gol in Champions League, contro il Tottenham (2-1), dopo undici mesi di astinenza; mette a referto un'altra tripletta il 7 aprile 2018, contro il Benevento (4-2). Corona l'annata, la sua migliore in termini realizzativi, con il terzo double nazionale consecutivo.

##### I primati e l'addio (2018-2022)

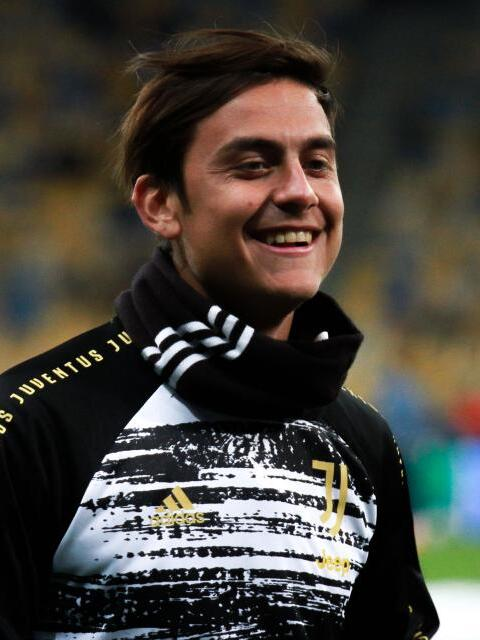
Dybala alla Juventus nel 2020.

Divenuto ormai pezzo fondamentale della rosa bianconera, il 2 ottobre 2018 Dybala realizza la sua prima tripletta in Champions League, decidendo il match contro lo Young Boys (3-0). Ventun giorni dopo è per la prima volta capitano designato della Juventus, contro l'Empoli (2-1). Il 16 gennaio 2019 torna a vincere la Supercoppa italiana, contro il Milan (1-0), per poi centrare nuovamente la vittoria del campionato al termine dell'annata.
Giunto alla sua quinta stagione a Torino, il 22 dicembre 2019 scende in campo nel match di Supercoppa italiana perso contro la Lazio (3-1), contro cui l'argentino va però nuovamente a segno, diventando il miglior marcatore di sempre nella detta manifestazione. Nell'ambito dello scoppio della pandemia di COVID-19, che porta alla sospensione sine die del campionato italiano e di tutte le altre competizioni, nel marzo 2020 il giocatore contrae il SARS-CoV-2, guarendone successivamente. Persa la finale di Coppa Italia contro il Napoli ai tiri di rigore, alla ripresa della Serie A importante è il contributo di Dybala per l'allungo e conseguente successo dei bianconeri, con 4 reti e 2 assist in 9 presenze. Al termine dell'annata è inoltre nominato MVP della Serie A 2019-2020.

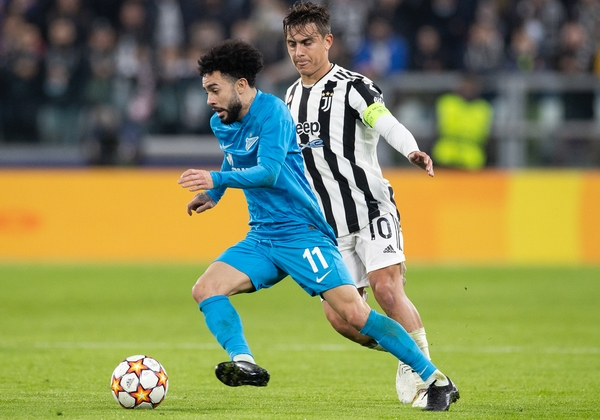
Dybala (a destra) in azione da capitano juventino nel 2021, in pressing su Claudinho dello durante una gara di UEFA Champions League.

Il 12 maggio 2021, in occasione del successo casalingo di campionato sul Sassuolo (3-1), Dybala sigla la sua centesima rete in assoluto con i bianconeri. Dopo aver mancato il sesto scudetto consecutivo, nella stagione 2021-2022 Dybala è primo vicecapitano dei bianconeri. Il 2 novembre 2021, con una doppietta in Champions League contro lo Zenit San Pietroburgo (4-2), Dybala, forte di 106 reti, supera Michel Platini nella classifica di marcatori più prolifici in bianconero. Nel frattempo, nonostante le premesse d'inizio stagione, l'avvicinarsi della scadenza contrattuale e il persistere di uno stallo circa le trattative di rinnovo tra Dybala e la Vecchia Signora, sfociano, in data 21 marzo 2022, nella rinuncia da parte della società piemontese a formalizzare ulteriori offerte al calciatore, sancendone così l'addio alla maglia bianconera. Contestualmente, per la prima volta in sette stagioni in bianconero, Dybala conclude l'annata senza poter aggiungere alcun trofeo al proprio palmarès, stanti le sconfitte in finale di Coppa Italia e di Supercoppa contro l'Inter.
Lascia i piemontesi con un novero di 293 presenze e 115 reti, risultando il nono miglior marcatore di sempre dei bianconeri (a pari merito con Roberto Baggio), e 12 trofei complessivi.

#### Roma

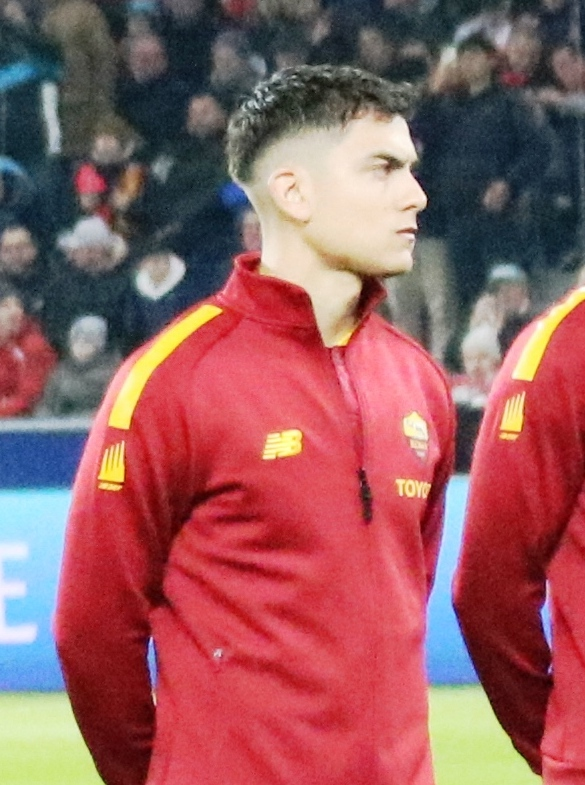
Dybala alla Roma nel 2023.

Il 20 luglio 2022 l'argentino viene ingaggiato dalla Roma. Debutta in giallorosso il seguente 14 agosto, nel successo esterno di campionato sulla Salernitana (0-1); il 30 agosto è invece la volta delle sue prime due marcature con la Magica, a danno del Monza (3-0), con le quali l'argentino raggiunge inoltre la soglia delle cento reti siglate in Serie A. L'8 settembre, fa il suo esordio assoluto nella UEFA Europa League nella partita in casa del Ludogorec, persa per 2-1, mentre sette giorni dopo, segna anche la sua prima rete nella suddetta competizione, da subentrato, aprendo le marcature nel successo per 3-0 sull'HJK. Il 12 gennaio 2023, all'esordio in Coppa Italia con i giallorossi, segna la rete del successo per 1-0 contro il Genoa nella sfida degli ottavi di finale. Il 23 febbraio successivo, mette a referto una delle reti che consentono alla Roma di superare per 2-0 il Salisburgo nella gara di ritorno dei play-off di Europa League, guadagnando così la qualificazione per gli ottavi di finale. Il 20 aprile, nella partita casalinga di ritorno contro il Feyenoord, valevole per i quarti di finale di Europa League, contribuisce al passaggio del turno, segnando un gol all'89' che permette alla Roma di pareggiare il risultato complessivo e di giocare i supplementari, poi vinti 4-1. Il 31 maggio successivo, disputa la finale di Europa League, segnando il gol del momentaneo vantaggio giallorosso, nella partita contro il Siviglia pareggiata 1-1, poi persa 4-1 ai rigori.
Il 26 febbraio 2024, in occasione del match casalingo di campionato contro il Torino, realizza la prima tripletta con la Roma risultando decisivo per il risultato finale (3-2).

### Nazionale
Dopo le convocazioni, senza presenze, da parte dell'Under-17 e dell'Under-20 argentina, nel settembre del 2015 viene chiamato in nazionale maggiore. Le origini del giocatore, polacche e italiane, avrebbero permesso anche le chiamate dalla Polonia oppure dall'Italia, difatti, da quest'ultima, durante gli esordi nel Palermo, nel 2014-2015, aveva ricevuto una proposta di convocazione in azzurro da parte dell'allora CT Antonio Conte: tuttavia, Dybala stesso, in seguito a un'attenta riflessione con i suoi amici e familiari, declinò tali possibilità.
Esordisce il 13 ottobre dello stesso anno, nel pareggio 0-0 ottenuto contro il Paraguay, in una gara valida per le qualificazioni ai Mondiali 2018.
La prima marcatura in nazionale avviene il 20 novembre 2018, nell'amichevole casalinga finita 2-0 contro il Messico, ove, subentrato all'81' a Mauro Icardi, su assist di Giovanni Simeone, pone il sigillo alla partita all'87', mentre il primo gol in una partita ufficiale con l'Albiceleste arriva il 6 luglio 2019, nel match valevole per il 3º posto finale nella Copa América, vinto per 2-1 ai danni del Cile.
Nell'agosto 2021, dopo due anni di assenza, viene richiamato dal CT Lionel Scaloni per le partite di qualificazione ai mondiali 2022 del mese successivo.
Il 1º giugno 2022 viene convocato per la Finalissima di Coppa dei Campioni CONMEBOL-UEFA, disputatasi a Wembley; nell'occasione, subentra dalla panchina e mette a segno il proprio terzo gol con la maglia albiceleste, fissando il risultato sul 3 a 0 che determina la vittoria dell'Argentina contro l'Italia.
Nel novembre del 2022 viene inserito dal CT Lionel Scaloni nella rosa partecipante ai Mondiali di calcio in Qatar. Impiegato precedentemente unicamente nella semifinale contro la Croazia, risulta decisivo nella finale vinta ai tiri di rigore contro la Francia, entrando in campo alla fine dei tempi supplementari e trasformando con successo il proprio tentativo dal dischetto.

## Statistiche

### Presenze e reti nei club
Statistiche aggiornate al 16 marzo 2025.
| Stagione        | Squadra         | Campionato      | Campionato | Campionato | Coppe nazionali | Coppe nazionali | Coppe nazionali | Coppe continentali | Coppe continentali | Coppe continentali | Altre coppe | Altre coppe | Altre coppe | Totale | Totale |
| Stagione        | Squadra         | Comp            | Pres       | Reti       | Comp            | Pres            | Reti            | Comp               | Pres               | Reti               | Comp        | Pres        | Reti        | Pres   | Reti   |
| --------------- | --------------- | --------------- | ---------- | ---------- | --------------- | --------------- | --------------- | ------------------ | ------------------ | ------------------ | ----------- | ----------- | ----------- | ------ | ------ |
| 2011-2012       | Instituto (C)   | PBN             | 38+2       | 17+0       | CA              | 0               | 0               | -                  | -                  | -                  | -           | -           | -           | 40     | 17     |
| 2012-2013       | Palermo         | A               | 27         | 3          | CI              | 1               | 0               | -                  | -                  | -                  | -           | -           | -           | 28     | 3      |
| 2013-2014       | Palermo         | B               | 28         | 5          | CI              | 2               | 0               | -                  | -                  | -                  | -           | -           | -           | 30     | 5      |
| 2014-2015       | Palermo         | A               | 34         | 13         | CI              | 1               | 0               | -                  | -                  | -                  | -           | -           | -           | 35     | 13     |
| Totale Palermo  | Totale Palermo  | Totale Palermo  | 89         | 21         |                 | 4               | 0               |                    | -                  | -                  |             | -           | -           | 93     | 21     |
| 2015-2016       | Juventus        | A               | 34         | 19         | CI              | 4               | 2               | UCL                | 7                  | 1                  | SI          | 1           | 1           | 46     | 23     |
| 2016-2017       | Juventus        | A               | 31         | 11         | CI              | 5               | 4               | UCL                | 11                 | 4                  | SI          | 1           | 0           | 48     | 19     |
| 2017-2018       | Juventus        | A               | 33         | 22         | CI              | 4               | 1               | UCL                | 8                  | 1                  | SI          | 1           | 2           | 46     | 26     |
| 2018-2019       | Juventus        | A               | 30         | 5          | CI              | 2               | 0               | UCL                | 9                  | 5                  | SI          | 1           | 0           | 42     | 10     |
| 2019-2020       | Juventus        | A               | 33         | 11         | CI              | 4               | 2               | UCL                | 8                  | 3                  | SI          | 1           | 1           | 46     | 17     |
| 2020-2021       | Juventus        | A               | 20         | 4          | CI              | 1               | 0               | UCL                | 5                  | 1                  | SI          | 0           | 0           | 26     | 5      |
| 2021-2022       | Juventus        | A               | 29         | 10         | CI              | 4               | 2               | UCL                | 5                  | 3                  | SI          | 1           | 0           | 39     | 15     |
| Totale Juventus | Totale Juventus | Totale Juventus | 210        | 82         |                 | 24              | 11              |                    | 53                 | 18                 |             | 6           | 4           | 293    | 115    |
| 2022-2023       | Roma            | A               | 25         | 12         | CI              | 2               | 1               | UEL                | 11                 | 5                  | -           | -           | -           | 38     | 18     |
| 2023-2024       | Roma            | A               | 28         | 13         | CI              | 2               | 1               | UEL                | 9                  | 2                  | -           | -           | -           | 39     | 16     |
| 2024-2025       | Roma            | A               | 24         | 6          | CI              | 1               | 0               | UEL                | 11                 | 2                  | -           | -           | -           | 36     | 8      |
| 2025-2026       | Roma            | A               | -          | -          | CI              | -               | -               | UEL                | -                  | -                  | -           | -           | -           | -      | -      |
| Totale Roma     | Totale Roma     | Totale Roma     | 77         | 31         |                 | 5               | 2               |                    | 31                 | 9                  |             | -           | -           | 113    | 42     |
| Totale carriera | Totale carriera | Totale carriera | 416        | 151        |                 | 33              | 13              |                    | 84                 | 27                 |             | 6           | 4           | 539    | 195    |

### Cronologia presenze e reti in nazionale
| Cronologia completa delle presenze e delle reti in nazionale ― Argentina | Cronologia completa delle presenze e delle reti in nazionale ― Argentina | Cronologia completa delle presenze e delle reti in nazionale ― Argentina | Cronologia completa delle presenze e delle reti in nazionale ― Argentina | Cronologia completa delle presenze e delle reti in nazionale ― Argentina | Cronologia completa delle presenze e delle reti in nazionale ― Argentina | Cronologia completa delle presenze e delle reti in nazionale ― Argentina | Cronologia completa delle presenze e delle reti in nazionale ― Argentina |
| Data                                                                     | Città                                                                    | In casa                                                                  | Risultato                                                                | Ospiti                                                                   | Competizione                                                             | Reti                                                                     | Note                                                                     |
| ------------------------------------------------------------------------ | ------------------------------------------------------------------------ | ------------------------------------------------------------------------ | ------------------------------------------------------------------------ | ------------------------------------------------------------------------ | ------------------------------------------------------------------------ | ------------------------------------------------------------------------ | ------------------------------------------------------------------------ |
| 13-10-2015                                                               | Asunción                                                                 | Paraguay                                                                 | 0 – 0                                                                    | Argentina                                                                | Qual. Mondiali 2018                                                      | -                                                                        | 75’                                                                      |
| 13-11-2015                                                               | Buenos Aires                                                             | Argentina                                                                | 1 – 1                                                                    | Brasile                                                                  | Qual. Mondiali 2018                                                      | -                                                                        | 81’                                                                      |
| 17-11-2015                                                               | Barranquilla                                                             | Colombia                                                                 | 0 – 1                                                                    | Argentina                                                                | Qual. Mondiali 2018                                                      | -                                                                        | 70’ 90+2’                                                                |
| 1-9-2016                                                                 | Buenos Aires                                                             | Argentina                                                                | 1 – 0                                                                    | Uruguay                                                                  | Qual. Mondiali 2018                                                      | -                                                                        | 29’, 45’                                                                 |
| 7-10-2016                                                                | Lima                                                                     | Perù                                                                     | 2 – 2                                                                    | Argentina                                                                | Qual. Mondiali 2018                                                      | -                                                                        | 65’                                                                      |
| 12-10-2016                                                               | Córdoba                                                                  | Argentina                                                                | 0 – 1                                                                    | Paraguay                                                                 | Qual. Mondiali 2018                                                      | -                                                                        | 59’                                                                      |
| 9-6-2017                                                                 | Melbourne                                                                | Brasile                                                                  | 0 – 1                                                                    | Argentina                                                                | Amichevole                                                               | -                                                                        | 69’                                                                      |
| 13-6-2017                                                                | Singapore                                                                | Singapore                                                                | 0 – 6                                                                    | Argentina                                                                | Amichevole                                                               | -                                                                        |                                                                          |
| 31-8-2017                                                                | Montevideo                                                               | Uruguay                                                                  | 0 – 0                                                                    | Argentina                                                                | Qual. Mondiali 2018                                                      | -                                                                        | 71’                                                                      |
| 5-9-2017                                                                 | Buenos Aires                                                             | Argentina                                                                | 1 – 1                                                                    | Venezuela                                                                | Qual. Mondiali 2018                                                      | -                                                                        | 62’                                                                      |
| 11-11-2017                                                               | Mosca                                                                    | Russia                                                                   | 0 – 1                                                                    | Argentina                                                                | Amichevole                                                               | -                                                                        | 87’                                                                      |
| 14-11-2017                                                               | Krasnodar                                                                | Argentina                                                                | 2 – 4                                                                    | Nigeria                                                                  | Amichevole                                                               | -                                                                        | 63’                                                                      |
| 21-6-2018                                                                | Nižnij Novgorod                                                          | Argentina                                                                | 0 – 3                                                                    | Croazia                                                                  | Mondiali 2018 - 1º turno                                                 | -                                                                        | 68’                                                                      |
| 12-9-2018                                                                | East Rutherford                                                          | Colombia                                                                 | 0 – 0                                                                    | Argentina                                                                | Amichevole                                                               | -                                                                        | 54’                                                                      |
| 11-10-2018                                                               | Riad                                                                     | Iraq                                                                     | 0 – 4                                                                    | Argentina                                                                | Amichevole                                                               | -                                                                        |                                                                          |
| 16-10-2018                                                               | Gedda                                                                    | Brasile                                                                  | 1 – 0                                                                    | Argentina                                                                | Amichevole                                                               | -                                                                        | 58’                                                                      |
| 16-11-2018                                                               | Córdoba                                                                  | Argentina                                                                | 2 – 0                                                                    | Messico                                                                  | Amichevole                                                               | -                                                                        | 72’                                                                      |
| 21-11-2018                                                               | Mendoza                                                                  | Argentina                                                                | 2 – 0                                                                    | Messico                                                                  | Amichevole                                                               | 1                                                                        | 81’                                                                      |
| 26-3-2019                                                                | Tangeri                                                                  | Marocco                                                                  | 0 – 1                                                                    | Argentina                                                                | Amichevole                                                               | -                                                                        | 79’                                                                      |
| 8-6-2019                                                                 | San Juan                                                                 | Argentina                                                                | 5 – 1                                                                    | Nicaragua                                                                | Amichevole                                                               | -                                                                        | 46’                                                                      |
| 23-6-2019                                                                | Porto Alegre                                                             | Qatar                                                                    | 0 – 2                                                                    | Argentina                                                                | Coppa America 2019 - 1º turno                                            | -                                                                        | 76’                                                                      |
| 28-6-2019                                                                | Rio de Janeiro                                                           | Venezuela                                                                | 0 – 2                                                                    | Argentina                                                                | Coppa America 2019 - Quarti di finale                                    | -                                                                        | 85’                                                                      |
| 2-7-2019                                                                 | Belo Horizonte                                                           | Brasile                                                                  | 2 – 0                                                                    | Argentina                                                                | Coppa America 2019 - Semifinale                                          | -                                                                        | 85’                                                                      |
| 6-7-2019                                                                 | San Paolo                                                                | Argentina                                                                | 2 – 1                                                                    | Cile                                                                     | Coppa America 2019 - Finale 3º posto                                     | 1                                                                        | 67’                                                                      |
| 5-9-2019                                                                 | Los Angeles                                                              | Cile                                                                     | 0 – 0                                                                    | Argentina                                                                | Amichevole                                                               | -                                                                        | 15’ 70’                                                                  |
| 10-9-2019                                                                | San Antonio                                                              | Argentina                                                                | 4 – 0                                                                    | Messico                                                                  | Amichevole                                                               | -                                                                        | 46’                                                                      |
| 9-10-2019                                                                | Dortmund                                                                 | Germania                                                                 | 2 – 2                                                                    | Argentina                                                                | Amichevole                                                               | -                                                                        | 62’                                                                      |
| 13-10-2019                                                               | Elche                                                                    | Ecuador                                                                  | 1 – 6                                                                    | Argentina                                                                | Amichevole                                                               | -                                                                        | 46’                                                                      |
| 18-11-2019                                                               | Tel Aviv                                                                 | Argentina                                                                | 2 – 2                                                                    | Uruguay                                                                  | Amichevole                                                               | -                                                                        | 76’                                                                      |
| 2-9-2021                                                                 | Caracas                                                                  | Venezuela                                                                | 1 – 3                                                                    | Argentina                                                                | Qual. Mondiali 2022                                                      | -                                                                        | 80’                                                                      |
| 12-11-2021                                                               | Montevideo                                                               | Uruguay                                                                  | 0 – 1                                                                    | Argentina                                                                | Qual. Mondiali 2022                                                      | -                                                                        | 33’ 64’                                                                  |
| 1-2-2022                                                                 | Córdoba                                                                  | Argentina                                                                | 1 – 0                                                                    | Colombia                                                                 | Qual. Mondiali 2022                                                      | -                                                                        | 69’                                                                      |
| 1-6-2022                                                                 | Londra                                                                   | Italia                                                                   | 0 – 3                                                                    | Argentina                                                                | Coppa dei Campioni CONMEBOL-UEFA 2022                                    | 1                                                                        | 90+1’                                                                    |
| 5-6-2022                                                                 | Pamplona                                                                 | Argentina                                                                | 5 – 0                                                                    | Estonia                                                                  | Amichevole                                                               | -                                                                        | 62’                                                                      |
| 13-12-2022                                                               | Lusail                                                                   | Argentina                                                                | 3 – 0                                                                    | Croazia                                                                  | Mondiali 2022 - Semifinale                                               | -                                                                        | 74’                                                                      |
| 18-12-2022                                                               | Lusail                                                                   | Argentina                                                                | 3 – 3 dts (4 – 2 dtr)                                                    | Francia                                                                  | Mondiali 2022 - Finale                                                   | -                                                                        | 120+1’                                                                   |
| 23-3-2023                                                                | Buenos Aires                                                             | Argentina                                                                | 2 – 0                                                                    | Panama                                                                   | Amichevole                                                               | -                                                                        | 60’                                                                      |
| 28-3-2023                                                                | Santiago del Estero                                                      | Argentina                                                                | 7 – 0                                                                    | Curaçao                                                                  | Amichevole                                                               | -                                                                        | 67’                                                                      |
| 5-9-2024                                                                 | Buenos Aires                                                             | Argentina                                                                | 3 – 0                                                                    | Cile                                                                     | Qual. Mondiali 2026                                                      | 1                                                                        | 79’                                                                      |
| 10-9-2024                                                                | Barranquilla                                                             | Colombia                                                                 | 2 – 1                                                                    | Argentina                                                                | Qual. Mondiali 2026                                                      | -                                                                        | 85’                                                                      |
| Totale                                                                   |                                                                          | Presenze                                                                 | 40                                                                       |                                                                          | Reti                                                                     | 4                                                                        |                                                                          |

### Record
- Insieme a Lautaro Martinez è il calciatore ad aver segnato più reti (4) nella storia della Supercoppa italiana.[111][112]

## Palmarès

### Club
- Campionato italiano di Serie B: 1

Palermo: 2013-2014
- Supercoppa italiana: 3

Juventus: 2015, 2018, 2020
- Campionato italiano: 5

Juventus: 2015-2016, 2016-2017, 2017-2018, 2018-2019, 2019-2020
- Coppa Italia: 4

Juventus: 2015-2016, 2016-2017, 2017-2018, 2020-2021

### Nazionale
- Coppa dei Campioni CONMEBOL-UEFA: 1

Finalissima 2022
- Campionato mondiale: 1

Qatar 2022

### Individuale
- Gran Galà del calcio AIC: 4

Squadra dell'anno: 2016, 2017, 2018, 2020
- Squadra dell'anno ESM: 1

2016-2017
- Capocannoniere della Coppa Italia: 1

2016-2017 (4 gol, a pari merito con Marco Borriello e Goran Pandev)
- Premi Lega Serie A: 1

Migliore in assoluto: 2019-2020
- Squadra della stagione della UEFA Europa League: 1

2022-2023